# القصيرة (المضاربة والعارة)

تعديل مصدري - تعديل

القصيرة هي إحدى قرى عزلة المضاربة بمديرية المضاربة والعارة التابعة لمحافظة لحج، بلغ تعداد سكانها 140 نسمة حسب تعداد اليمن لعام 2004.